# Max Greenfield

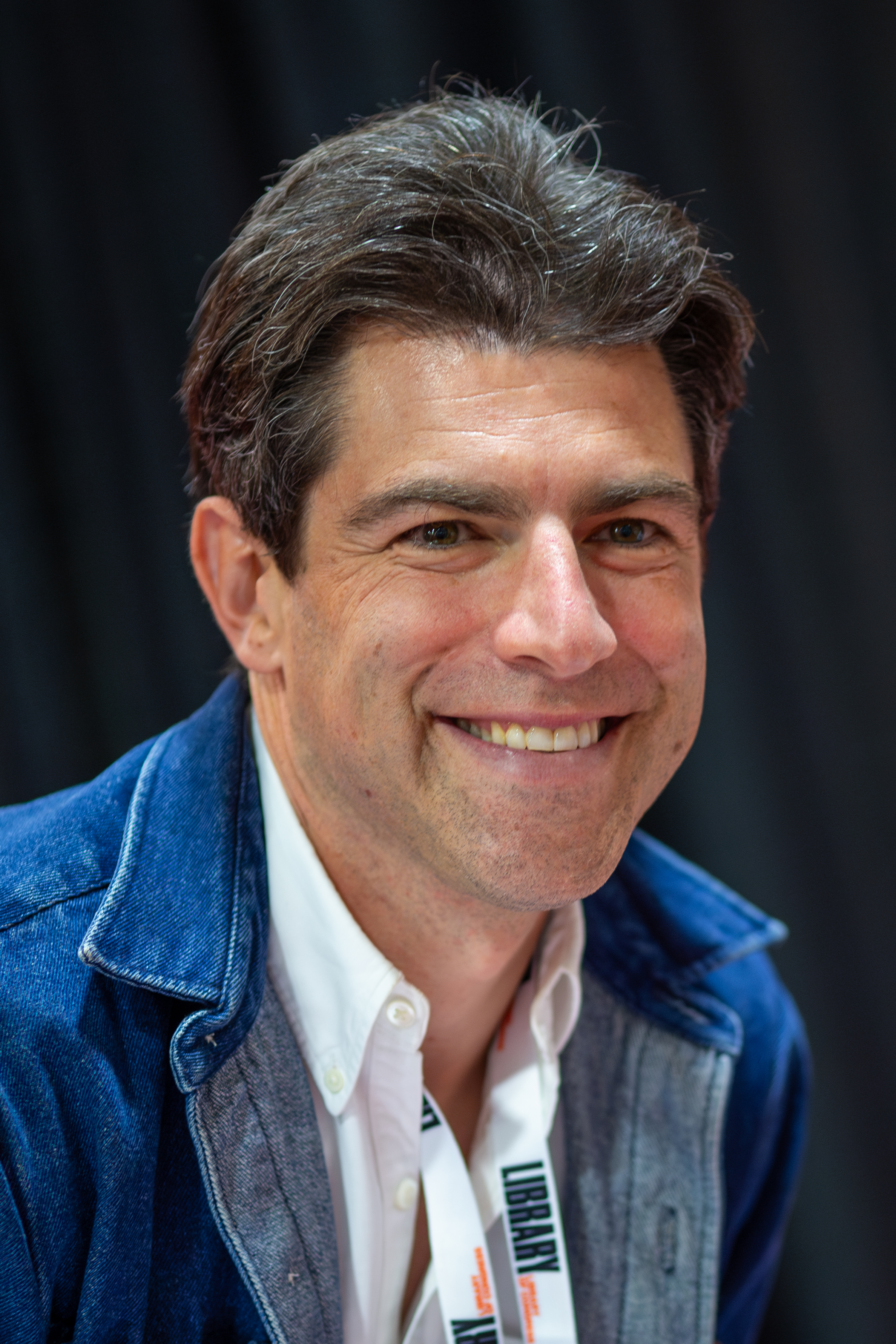
Max Greenfield (2024)

Max Greenfield (* 4. September 1979 in Dobbs Ferry, New York) ist ein US-amerikanischer Schauspieler.

## Leben
Greenfield wurde 1979 in Dobbs Ferry, New York, geboren und wuchs dort auf. 1998 machte er einen Abschluss an der Dobbs Ferry High School.
Seinen ersten Auftritt im Fernsehen hatte Greenfield 1999 in der MTV-Fernsehserie Undressed – Wer mit wem?. Es folgten Gastauftritte von jeweils einer Episode in den Serien Boston Public, Gilmore Girls, Sleeper Cell, O.C., California, Life und Kath & Kim. Von 2005 bis 2007 spielte er in 11 von 64 Episoden der The-CW-Fernsehserie Veronica Mars die Rolle des Deputy Leo D’Amato.
Seine bekannteste Rolle ist jedoch die des Schmidt in New Girl, die er von 2011 bis 2018 verkörperte. Für diese Rolle wurde er für den Emmy und den Golden Globe nominiert. 2015 war er in drei Folgen der fünften Staffel von American Horror Story als Gabriel zu sehen.
Greenfield ist seit 2008 mit der Castingdirektorin Tess Sanchez verheiratet. Das Paar hat eine 2010 geborene Tochter und einen 2015 geborenen Sohn.

## Filmografie
- 1999: Undressed – Wer mit wem? (Undressed, Fernsehserie)
- 2002: Boston Public (Fernsehserie, Folge 2x12)
- 2003: Gilmore Girls (Fernsehserie, Folge 4x04)
- 2004: Cross Bronx
- 2005–2007, 2019: Veronica Mars (Fernsehserie, 14 Folgen)
- 2005: Sleeper Cell (Fernsehserie, Folge 1x01)
- 2005: When Do We Eat?
- 2006: Modern Men (Fernsehserie, 3 Folgen)
- 2007–2008: Ugly Betty (Fernsehserie, 8 Folgen)
- 2007: Life (Fernsehserie, Folge 1x02)
- 2007: O.C., California (The O.C., Fernsehserie, Folge 4x13)
- 2008: Greek (Fernsehserie, 5 Folgen)
- 2008: Kath & Kim (Fernsehserie, Folge 1x07)
- 2009: Group (Kurzfilm)
- 2009: Melrose Place (Fernsehserie, Folge 1x05)
- 2009: Raising the Bar (Fernsehserie, 4 Folgen)
- 2010: Castle (Fernsehserie, Folge 2x22)
- 2010: Lie to Me (Fernsehserie, Folge 2x13)
- 2010: My Superhero Family (No Ordinary Family, Fernsehserie, Folge 1x05)
- 2010: The Boys and Girls Guide to Getting Down (Fernsehfilm)
- 2010: Undercovers (Fernsehserie, Folge 1x11)
- 2010–2011: The Gentlemen’s League (Fernsehserie, 2 Folgen)
- 2011: Happy Endings (Fernsehserie, Folge 1x09)
- 2011: The Indestructible Jimmy Brown (Kurzfilm)
- 2011, 2014: Hot in Cleveland (Fernsehserie, 2 Folgen)
- 2011–2018: New Girl (Fernsehserie, 146 Folgen)
- 2013–2018: Bob’s Burgers (Fernsehserie, 4 Folgen, Stimme)
- 2014: Veronica Mars
- 2014: About Alex
- 2014–2015: The Mindy Project (Fernsehserie, 2 Folgen)
- 2015: Hello, My Name Is Doris
- 2015: American Horror Story (Fernsehserie, 3 Folgen)
- 2015: The Big Short
- 2017: Schloss aus Glas (The Glass Castle)
- 2017: Will & Grace (Fernsehserie, Folge 9x05)
- 2018: Eine dumme und nutzlose Geste (A Futile and Stupid Gesture)
- 2018: American Crime Story (Fernsehserie, 3 Folgen)
- 2018: The Oath
- seit 2018: The Neighborhood (Fernsehserie)
- 2019: Eine Reihe betrüblicher Ereignisse (A Series of Unfortunate Events, Fernsehserie, Folgen 3x05–3x06)
- 2019: Was Männer wollen (What Men Want)
- 2020: Promising Young Woman
- 2020: Cats & Dogs 3: Pfoten vereint! (Cats & Dogs 3: Paws Unite!)
- 2021: Dr. Doogie Kamealoha (Fernsehserie, Folge 1x07)
- 2022: Der Einparker (The Valet)
- 2022: American Horror Stories (Fernsehserie, Folge 2x02)
- 2024: Unfrosted